# امرأة من زجاج (فلم)
امرأة من زجاج فيلم دراما مصري كتب قصته وأخرجه نادر جلال عام 1977، وكتب السيناريو والحوار المؤلف مصطفى كامل. الفيلم من بطولة محمود ياسين، سهير رمزي، عمر الحريري، عبدالرحيم الزرقاني، صلاح نظمي، وإبراهيم عبدالرازق  وتدور الأحداث حول وكيل النيابة الذي يرفض أن يتولى التحقيق في قضية أستاذ قانون بريء متهم زوراً بقتل أسرة لأن وكيل النيابة يعرف من القاتل ولماذا يتهم أستاذ القانون زوراً.
صدر الفيلم إلى دور العرض المصرية في 21 مارس 1977.
منح موقع قاعدة بيانات الأفلام العربية "السينما.كوم" الفيلم درجة 5.7/ 10.

## طاقم التمثيل
- محمود ياسين: في دور كمال سالم (وكيل النيابة)
- سهير رمزي: في دور منى
- عمر الحريري: في دور مدحت (رئيس النيابة)
- عبد الرحيم الزرقاني: في دور الدكتور فهمي عبد اللطيف
- صلاح نظمي: في دور رشدي (أحد مراكز القوى)
- إبراهيم عبد الرازق: في دور عصام (مساعد رشدي)
- سمير حسني: في دور سامي منصور (وكيل النيابة)
- عزيزة حلمي: في دور زوجة الدكتور فهمي عبد اللطيف
- رشاد عثمان: في دور ضابط المباحث
- حسان اليماني: في دور سايس جراج سيارة الدكتور فهمي عبد اللطيف
- محمد أبو حشيش: في دور عسكري في النيابة
- حافظ أمين: في دور مصاب في الحادث
- صالح الإسكندراني: في دور الشاويش عبد الواحد (أحد الشهود)
- فايق عزب: في دور كاتب النيابة
- مطاوع عويس: في دور أحد شهود الزور
- شكري منصور: في دور عليوة مدبولي (أحد شهود الزور)
- محمد عبد المجيد:[9] في دور القاضي
- عبد المنعم النمر: في دور الطبيب
- زيزي فريد:[10] في دور الفتاة سيئة السمعة
- بالاشتراك مع: أبو السعود عطية [11]– ميرنا لوي[12][13][14]

## أحداث الفيلم
تجري الوقائع في أكتوبر عام 1969 بالقاهرة ورئيس نيابة باب الخلق مدحت (عمر الحريري) يستدعي كمال سالم (محمود ياسين) وكيل النيابة في نفس الدائرة وزميله سامي (سمير حسني) لمقابلته في حفل يقيمه شخصية كبيرة. يقدم مدحت الشابين لبعض من حضور الحفل وأهمهم رشدي (صلاح نظمي) أحد مراكز القوى في البلد، بينما يلمح كمال حبيبته القديمة وزميلته في كلية الحقوق منى (سهير رمزي) ويعرف أنها زوجة رشدي، الذي تزوجته بعد أن رفض أهلها ارتباطها بزميلها كمال الطالب الجامعي الغير مؤهل مادياً لمعيشة تتمناها الأسرة لابنتهم. تطلب منى، قبل مغادرتها الحفل، من كمال الاتصال بها، بينما تعود إلى ذاكرته أيام الدراسة والحب الذي ربط بينه وبين منى. يجتمع رشدي برجاله وهو يؤكد على ضرورة قمع المعارضين بنقلهم من أماكن أعمالهم إلى أماكن نائية أو إحالتهم للتقاعد ويوصي مساعده عصام (إبراهيم عبد الرازق) بالاهتمام بحالة الدكتور فهمي عبد اللطيف (عبد الرحيم الزرقاني) أستاذ القانون بالجامعة والذي يلقن طلابه تعاليم لا تتفق مع نهج الدولة في ذلك الوقت (بالإشارة إلى مذبحة القضاء التي تمت في أغسطس 1969)، ويسأل عصام عن سبب إحجام النظام عن اعتقال الدكتور فهمي عبد اللطيف ويشرح رشدي وجه نظره في عدم إثارة طلاب الجامعة ضد النظام، وهنا يعد عصام بإعداد خطة لقمع أستاذ الجامعة الغير متعاون مع النظام. يلتقي كمال ومنى ويسألها لماذا لا تطلب الطلاق من رشدي، وتشرح منى لحبيبها القديم أنها طلبت ذلك ورفض بشدة. تتكر لقاءات الحبيبين وفي يوم ممطر بغزارة وأثناء قيادة منى لسيارتها مصطحبة كمال، تصدم السيارة أسرة تعبر الطريق ويطلب كمال سرعة الاتصال بالشرطة والإسعاف ولكن منى ترفض. تتكشف الحقيقة قي صباح اليوم التالي وتصدر الصحف لتعلن مصرع اثنين وإصابة اثنين في حادث السيارة. يستدعي مدحت وكيل نيابته كمال ويوكل له التحقيق في حادثة السيارة ويخبره أنها قضية في غاية الأهمية لأن السائق القاتل هو الدكتور فهمي عبد اللطيف. يتذكر كمال كلمات أستاذه الجامعي فهمي عبد اللطيف وهو يقول: "أساس أي مجتمع متحضر هو الحب وده شيء عظيم .. لكن الحب يقدر يعيش ازاي في مجتمع يحكمه الخوف والحقد والكراهية". تتضح جوانب المؤامرة فقد تفتق ذهن عصام عن خطة جهنمية لتدمير سمعة أستاذ الجامعة وإظهاره بالشخص المستهتر، القاتل، اللاإنساني أمام طلابه والمجتمع كافة. يدفع عصام ورجال رشدي بعدد من شهود الزور وكل منهم يؤكد رؤيته للدكتور فهمي يقود السيارة التي صدمت الأسرة. يرغب كمال في التنحي عن القضية ويرفض مدحت وهكذا يبدأ التحقيق وكمال في حيرة بين ضميره وواجبه. يتعجب رشدي من اهتمام منى بالحادث بينما يدفعها كمال للاعتراف، وتستمر التحقيقات وسط شهود الزور ويبدو حماس كمال لتبرئة الدكتور فهمي. تندفع منى لمكتب زوجها بنية الاعتراف ولكنها تسمعه يتحدث على التليفون مع من يبدو أنه القاضي المكلف بالحكم في قضية حادث السيارة قائلاً: "كما أعيد تنظيم القضاء ذات مرة يمكن إعادة تنظيمه مرة أخرى، وبدلا من عزل 217 قاضي يمكننا أن نجعلهم 218 ولن تكون أنت أهم من رئيس محكمة النقض الذي تم عزله"، ثم ترى مساعده عصام يطلعه على عناوين صحف اليوم التالي، المفروضة على الصحف اليومية، وكلها تهاجم رجل القانون الدكتور فهمي بأفظع الاتهامات، تغير منى رأيها وتغادر. يسأل كمال الدكتور فهمي عن سبب الهجوم الشرس عليه، ويجيب الدكتور: "لأني في يوم أديت واجبي وأرضيت ضميري كرجل قانون وأستاذ جامعي وقلت رأي بصراحة في قوانين البلد"، ويذكر أنه قال لطلابه أن عام 1936 قامت حكومة صدقي باشا بعزل قاضي واحد وثارت ثائرة الجميع حتى استقالت الوزارة، وقارن بما حدث عام 1969 من عزل 200 قاضي ويصفق البعض ويوجدوا له الشكل الشرعي والقانوني ويعتبروه عمل بطولي. يذكر بعض الشهود رؤيتهم لسيدة في السيارة مما يجعل عصام يدفع بفتاة سيئة السمعة لتشهد في المحكمة بأنها من كانت إلى جوار الدكتور فهمي، وتتابع منى ذلك في قاعة المحكمة وتسارع للاعتراف أمام رشدي بالحقيقة، ولكنه يوضح لها أنه على علم بكل شيء وأن كمال لن يصل للمحكمة مرة أخرى .. وبالفعل تصدمه سيارة على باب المحكمة ليفارق الحياة.  

## نقد وتعليقات
كتب الناقد السينمائي محمود قاسم في كتابه "الفيلم السياسي في السينما المصرية": "كانت السينما قد تعرضت لمذبحة القضاء بصورة مقاربة عام 1977 بفيلم "امرأة من زجاج" لنادر جلال"، واعتبر الناقد أن المخرج جلال هو كاشف، بل وموجه الاتهام للنظام المصري الناصري وكتب: "حاولت السينما من خلال بعض المخرجين الذين انتموا في بداياتهم إلى السبعينيات كشف الكثير من سلبيات الثورة"، وتابع الناقد أن: "نادر جلال أحد الذين هاجموها."
نشر موقع "فيتو" في 30 أكتوبر 2018 أن فيلم "امرأة من زجاج" أثار انتباه القضاة والمستشارين ووكلاء النيابة وأنهم حضروا عرضاً خاصاً لمشاهدة الفيلم الذي يعرض قضية كتبها صناع الفيلم عن الفترة التي تلت ما اصطلح على تسميته "مذبحة القضاء" والتي وقعت في مصر 31 أغسطس 1969، في عهد جمال عبد الناصر، وعُزل فيها 200 قاضي بتهمة العداء لنظام ثورة 23 يوليو 1952. وكتب الموقع: "بعد انتهاء العرض دخل القضاة في مناقشة حامية مع الفنان محمود يس والمخرج نادر جلال حول موضوع الفيلم، وانتهت المناقشة بأن قرر أحد كبار القضاة منح الفيلم شهادة تقدير موقعة بأسماء من حضر عرض الفيلم من رجال القانون والعدالة؛ كتحية منهم وتقدير للعاملين بالفيلم باعتبارهم أول من تصدروا لهذه القضية في عمل فني. كما صور مصور ومنتج الفيلم جمال التابعي شهادة التقدير ليعرضها ضمن التترات أثناء عرضه جماهيريا."
كتب موقع قاعدة بيانات الأفلام "كاروهات": "جرت وقائع الفيلم في أكتوبر من عام 1969 عقب مذبحة القضاء التي تمت في عهد وزير العدل محمد أبو نصير في أغسطس من عام 1969"، في إشارة لإقالة وزير العدل وقتها عصام الدين حسونة  وتعيين محمد أبو نصير أحد أبرز قادة التنظيم السري بين القضاة الذي أنشأه عبد الناصر، والجدير بالذكر أن محمد أبو نصير قد تم الإطاحة به  هو أيضا بعد إتمام المذبحة.

## وصلات خارجية
- امرأة من زجاج على موقع الدهليز
- امرأة من زجاج على موقع قاعدة بيانات الأفلام العربية
- امرأة من زجاج على موقع قاعدة بيانات الفيلم (الإنجليزية)
- امرأة من زجاج على موقع ليتربوكسد (الإنجليزية)
- امرأة من زجاج على موقع الدهليز
- امرأة من زجاج على موقع كاروهات

https://letterboxd.com/film/a-woman-of-glass/ امرأة من زجاج (فلم)
https://www.themoviedb.org/movie/1037654-a-woman-of-glass امرأة من زجاج (فلم)